# Luca Prodan
Luca George Prodan (Roma, 17 maggio 1953 – Buenos Aires, 22 dicembre 1987) è stato un cantautore italiano.

## Biografia

### Primi anni
Luca nacque a Roma il 17 maggio 1953 da Mario Prodan, di origine italiana, turca ed austriaca, specialista in arte orientale, e Cecilia Pollock, nata in Cina ma di origine scozzese. Luca era il terzo di quattro figli: Michela e Claudia, più grandi, e Andrea, più piccolo.
In Scozia, Luca studiò a Gordonstoun, lo stesso istituto di istruzione superiore di Re Carlo. Pochi mesi prima di diplomarsi, scappò e fu ricercato dalla Interpol su richiesta della famiglia. Viaggiò solo per l'Europa prima di tornare a Roma.
Luca aveva una vocazione particolare per la musica. Fu sensibile nell'adolescenza al rock sinfonico e alla musica psichedelica di Canned Heat, Soft Machine, Syd Barrett & Pink Floyd o di Peter Hammill & Van der Graaf Generator, incluso il boom sperimentale dei Roxy Music. Fu ispirato da musicisti come Bob Dylan, Jim Morrison, Nick Drake, John Martyn, David Bowie, Leonard Cohen, Lou Reed o Brian Eno. 
Trasferitosi a Londra negli anni settanta, Luca lavorò nella Casa discografica Virgin Records. A Londra formò il primo gruppo musicale: The New Clear Heads, contemporaneo alla estetica dei gruppi punk come XTC, The Fall, Wire o Joy Division. La sensibilità musicale di Luca, influenzata dai ritmi delle west indies come il dub e il reggae che influenzarono la musica pop britannica negli anni settanta, assomigliava allo stile personale di cantautori post-punk come Joe Jackson, Graham Parker o Elvis Costello. Anche se a volte l'ironia di Ian Dury (Ian Dury & The Blockheads) ricordava molto lo stile giocoso e festivo di alcune canzoni dei Sumo.

### In Argentina
Nella sua tappa londinese, Luca iniziò a consumare eroina. La dipendenza lo portò a essere ricoverato in stato grave con poche prospettive di sopravvivenza. In seguito alla lettera del suo amico, Timmy McKern, con il quale condivise gli anni in Scozia e successivamente convisse a Londra, viaggiò in Argentina seguendo l'immagine bucolica di una foto della famiglia di McKern nelle montagne di Córdoba città dove, a inizio anni ottanta, compose e registrò alcune canzoni.

### Sumo
Luca, insieme al cognato di McKern, Germán Daffunchio, e a un vicino di quest'ultimo, Alejandro Sokol, cominciò a comporre canzoni, tra cui Night & Day e Regtest, che saranno le prime del gruppo che si chiamerà Sumo.
Luca con Sokol al basso, Daffunchio alla chitarra e Stephanie Nuttal, amica inglese di Luca, ex integrante del gruppo di Manchester Manicured Noise, alla batteria, suonarono il primo concerto dei Sumo in una discoteca di El Palomar ad ovest di Grande Buenos Aires chiamata Caroline's Pub.
Sumo realizzava spettacoli adrenalinici con brani cantati in inglese. Per questo ebbero seri problemi all'epoca della guerra delle Malvinas dove tutto quello che aveva a che fare con l'Inghilterra non era ben visto. Questo provocò il ritorno di Nuttal al suo paese natale, su richiesta della madre.
In tutto questo, Sumo stabilì la sua base a Hurlingham GBA, nella casa della madre di Timmy. La seconda formazione dei Sumo fu: Prodan (voce), Daffunchio (chitarra), Sokol (batteria) e Diego Arnedo, un vicino, (basso).
Più tardi si unì Roberto Pettinato come sassofonista (già giornalista della rivista El Expreso Imaginario).
Nel 1984, Sokol lasciò il gruppo e si aggiunsero Alberto Troglio alla batteria e Ricardo Mollo (amico di Arnedo) alla chitarra. La formazione definitiva era composta da questi ultimi due insieme a Prodan, Daffunchio, Arnedo e Pettinato, che durò fino allo scioglimento del gruppo. Sumo produsse una vera e propria rivoluzione culturale, basata sul reale fervore partecipativo dei giovani della classe media, delle associazioni di quartiere e una innovativa scena culturale. La cultura creativa, formatasi nella Buenos Aires post-dittatura, rinnovò sia il giornalismo alternativo, basato su riviste come El Expreso Imaginario o Cerdos y Peces, che l'ambiente artistico, profondamente ironico sui preconcetti delle arti plastiche, del teatro, della musica e del design.
In quegli anni, capitava che i Sumo si dividessero in due sottogruppi per poter guadagnare di più, formando così la Hurlingham Reggae Band e i Sumito. Entrambi i gruppi davano vari concerti nei fine settimana al Café Einstein, tempio underground degli anni ottanta, o al Parakultural.
Nel 1985 la banda pubblicò il suo primo disco ufficiale (precedentemente avevano realizzato Corpiños en la madrugada in forma di audiocassetta e con distribuzione limitata), Divididos por la Felicidad, parafrasando il nome del gruppo inglese Joy Division. Le sonorità di questo disco sono reggae, con influenze di Bob Marley, ma anche funk e post-punk.
Nel 1986 registrarono Llegando los monos, secondo disco, con sonorità reggae, rock aggressivo e post punk. Ci sono brani che furono molto popolari come Estallando desde el océano, El ojo blindado, Nextweek e Los viejos vinagres. Nello stesso anno, suonarono un concerto epico allo Estadio Obras Sanitarias, dove si consacrarono come uno dei gruppi più importanti del momento. Sempre in quell'anno Prodan fu uno dei protagonisti del cortometraggio di Rodrigo Espina El dia que reventaron las lamparas de gas.

Nel 1987 la band pubblicò il terzo e ultimo disco: After Chabón, nel quale dimostra tutta la sua maturità musicale, come nella canzone Mañana en el Abasto.

### Morte
L'ultimo concerto fu allo stadio del Club Atlético Los Andes il 20 dicembre 1987. A questo concerto parteciparono solamente 500 persone. Secondo il cantante della banda Los Violadores, "Luca era molto debole e pallido". Gli ex componenti di Sumo ricorderanno più tardi che questa notte, prima di interpretare una potente versione di Fuck you, Luca disse: "questa è l'ultima". Due giorni dopo, martedì 22 dicembre 1987 lo trovarono morto nella stanza della casa in via Alsina 451, nel quartiere Monserrat, che divideva con il musicista Marcelo Arbiser. Aveva avuto un arresto cardiaco dovuto a una grave emorragia interna causata da una cirrosi epatica.
La morte di Luca avvenne nel decennio più fatidico del rock argentino, in quanto qualche anno prima era scomparso Alejandro De Michele (20 maggio 1983) di Pastoral. In seguito, Miguel Abuelo (26 marzo 1988) e Federico Moura (21 dicembre 1988), leader rispettivamente dei gruppi Los Abuelos de la Nada e Virus.
Con il passare degli anni, Luca venne consacrato come uno dei grandi miti della musica argentina, venerato ancora oggi da molti giovani. Sumo fu una banda che caratterizzò gli anni ottanta con originalità, carisma, presenza e molta energia.

## Omaggi
- Il gruppo argentino Divididos, formato dagli ex componenti di Sumo Ricardo Mollo e Diego Arnedo, gli dedicò il brano Luca nel disco Gol de Mujer del 1998.

- Il cantante Vicentico gli dedicò il brano Luca nel suo album Solo un momento nel 2010.

- Il gruppo cileno funk Los Tetas gli dedicò la canzone Sale Luca nel suo disco di debutto Mama Funk nel 1995.

- Nell'anno 2007 venne realizzato Luca, film documentario sulla sua figura diretto da Rodrigo Espina.[3]

- Il cantante Andrés Ciro Martínez gli dedicò il brano Malambo para Luca nel suo primo CD solista con Los Persas, lanciato nel 2010.

## Discografia

### Solista
1. 1981 - Time, Fate, Love (riedito nel 1996)
2. 1983 - Perdedores hermosos (riedito nel 1997)

### SUMO
1. 1983 - Corpiños en la Madrugada (demo)
2. 1985 - Divididos por la Felicidad
3. 1985 - Fuckin' Versions (Remix)
4. 1986 - Llegando los Monos
5. 1987 - After Chabón
6. 1989 - Fiebre (disco pubblicato dopo la morte di Luca)
7. 1991 - Greatest Hits
8. 1991 - The Collection
9. 1992 - Corpiños en la Madrugada
10. 1996 - Ultra Rare Trax 1, 2 y 3
11. 2000 - Obras Cumbres (Sumo)